# Nick Weber (Handballspieler)
Nick Weber (* 1. Februar 1991 in Greifswald) ist ein deutscher Handballspieler.

## Karriere
Weber spielte in seiner Jugend beim SV Oebisfelde und beim SC Magdeburg. In der Saison 2010/11 lief der 1,93 Meter große Handballtorwart aufgrund eines Doppelspielrechts zudem für den Drittligisten HG 85 Köthen auf. Nachdem die HG am Saisonende abstieg, schloss er sich im Sommer 2011 dem TSV Altenholz an, mit dem er 2013 in die 2. Handball-Bundesliga aufstieg. Im Sommer 2014 wechselte er zum ESV Lokomotive Pirna. 2017 wechselte Weber zum HSC Bad Neustadt. Seit 2020 spielt er für den MTV Vorsfelde in der Oberliga.